# Nederlandse Magische Unie
De Stichting Nederlandse Magische Unie, de NMU, is een overkoepelende organisatie van Nederlandse goochelverenigingen. Doel van de stichting is het onderhouden van de contacten tussen goochelaars onderling en het stimuleren van kwaliteitsverbetering. Dit doet zij door:
- het organiseren van een jaarlijks congres. Tijdens dit congres worden lezingen en workshops gehouden, treden binnen- en buitenlandse topgoochelaars op en wordt een concours gehouden waarvan de winnaar zich Kampioen van Nederland mag noemen.
- het organiseren van studiedagen over diverse onderwerpen die met goochelen en theater te maken hebben.
- het organiseren van een jeugdweekeind voor jonge goochelaars (in Lunteren).
- het ondersteuning van jeugdconcoursen (vroeger in Hoogeveen, tegenwoordig in Meppel).
- het uitgeven van een Nederlandstalig goochelvakblad: Informagie.

## Organisatiestructuur
De Stichting telt 24 goochelverenigingen welke samen ongeveer 500 leden hebben. Iedere vereniging heeft een voorzitter, een penningmeester en een secretaris, maar ook een vertegenwoordiger. Deze vertegenwoordigers vormen het Algemeen Bestuur (AB) van de stichting, dat twee keer per jaar bijeen komt om de lopende zaken te bespreken en het beleid te toetsen. Het Algemeen Bestuur kiest het Dagelijks Bestuur (DB). Dit komt regelmatig bijeen, maakt het beleid van de NMU en coördineert de activiteiten die onder verantwoordelijkheid van de NMU worden gehouden.

## Werkgroepen en commissies
Het Dagelijks Bestuur kan werkgroepen en commissies in het leven roepen voor ondersteuning bij het uitvoeren van haar taak. Momenteel zijn er twee werkgroepen, waarvan er een zich bezighoudt met het volgen van de internationale ontwikkelingen binnen de FISM (Fédération Internationale des Sociétés Magiques), terwijl de tweede werkgroep het Dagelijks Bestuur ondersteunt door innovatieve ideeën aan te dragen op verschillende gebieden. Daarnaast bestaat de commissie "Gouden NMU speld".

## Gouden NMU speld
Nagenoeg ieder jaar wordt er tijdens het jaarlijks congres een onderscheiding uitgereikt aan de goochelaar die zich bijzonder verdienstelijk heeft gemaakt voor de Nederlandse Goochelkunst of wegens bijzondere prestaties, bijvoorbeeld het behalen van een wereldkampioenschap.

## Aangesloten verenigingen
Bij de NMU zijn de volgende goochelverenigingen aangesloten:
- ALKMAAR, Goochelkring Alkmaar
- AMSTERDAM, Goochelvereniging Mysterium
- AMSTERDAM, Goochel- en Ontspanningsvereniging Amsterdam
- AMSTERDAM, Magische Kring Amsterdam
- ARNHEM, Magische Ring Arnhem
- BREDA, Ring Jules Ten I Chi
- DEN HAAG, Amateur-Goochelaarsclub "J.C.Burgersdijk"
- DEN HAAG, Magische Kring Haaglanden
- DORDRECHT, Magische Kring Zuid-Holland
- EINDHOVEN, Goochelclub "Toi toi"
- GRONINGEN, Vereniging van Amateur-Goochelaars Passe Passe
- HAARLEM, Noord-Hollandse Bond van Goochelaars
- LEEUWARDEN, Magische Ring Friesland
- NIJMEGEN, Goochelvereniging Merlijn ’79
- OVERAL, Amateur-Goochelaarsvereniging Hands Down
- RIJEN, Amateur-Goochelaarsvereniging Gonga
- ROERMOND, Goochelvereniging "Carte Blanche"
- ROTTERDAM, Goochelclub Rotterdam (GCR)
- ROTTERDAM, Magische Liga "52 Schakels"
- TWENTE, Magische Kring Twente
- UTRECHT, Magische Kring Centraal Nederland
- VUGHT, Broederschap van Goochelaars Okito
- ZWOLLE, Goochelvereniging "Aladdin"
- ZWOLLE, Magische Kring Zwolle